# Dawid Szychowski
Dawid Szychowski (ur. 8 listopada 1982 w Białej Podlaskiej) – polski rabin. W latach 2015-2025 rabin Łodzi.

## Życiorys
W latach 2003–2008 studiował filozofię na Uniwersytecie Jagiellońskim. Po przyjeździe rabina Boaza Pasha do Krakowa w 2006, rozpoczął naukę pod jego opieką.
W latach 2009–2015 kształcił się w izraelskich jesziwach: Machon Meir i Midrash Sfaradi w Jerozolimie oraz w Yeshivat Hamivtar w Efracie. Ukończył dwuletni program Beren Strauss Amiel, przygotowujący przyszłych rabinów do pracy z żydowskimi społecznościami poza Izraelem. Jest uczniem rabina Uriego Szerkiego z Machon Meir i rabina Szlomo Wilka z Ohr Tora Stone. Uczył się również u rabina Adina Szteinzalca. W marcu 2015 dostał smichę rabinacką z rąk rabina Jakowa Pereca, a kilka miesięcy później od rabina Szlomo Riskina. Jest emisariuszem organizacji Shavei Israel.
Posługuje się językami: polskim, hebrajskim i angielskim.
Przemawiał i prowadził modlitwy na cmentarzu żydowskim w Łodzi 29 sierpnia 2019 w czasie uroczystości obchodów 75. rocznicy likwidacji Litzmannstadt Getto.